# Isaiah Roby
Isaiah Owen Roby (Dixon, 3 febbraio 1998) è un cestista statunitense, professionista nella NBA.

## Carriera
È stato selezionato dai Detroit Pistons al secondo giro del Draft NBA 2019 (45ª scelta assoluta).

## Statistiche

### NCAA
| Anno      | Squadra         | PG | PT | MP   | TC%  | 3P%  | TL%  | RP  | AP  | PRP | SP  | PP   |
| --------- | --------------- | -- | -- | ---- | ---- | ---- | ---- | --- | --- | --- | --- | ---- |
| 2016-2017 | UNL Cornhuskers | 30 | 5  | 15,2 | 39,4 | 20,0 | 76,2 | 2,9 | 0,7 | 0,5 | 0,8 | 3,1  |
| 2017-2018 | UNL Cornhuskers | 32 | 13 | 24,0 | 56,5 | 40,5 | 73,0 | 6,3 | 1,7 | 0,6 | 2,0 | 8,8  |
| 2018-2019 | UNL Cornhuskers | 35 | 35 | 31,3 | 45,4 | 33,3 | 67,7 | 6,9 | 1,9 | 1,3 | 1,9 | 11,8 |
| Carriera  | Carriera        | 97 | 53 | 23,9 | 47,6 | 33,6 | 70,5 | 5,5 | 1,5 | 0,8 | 1,6 | 8,1  |

#### Massimi in carriera
- Massimo di punti: 28 vs Butler (20 marzo 2019)[1]
- Massimo di rimbalzi: 16 vs Northwestern (16 febbraio 2019)
- Massimo di assist: 5 vs Michigan State (5 marzo 2019)
- Massimo di palle rubate: 4 (2 volte)
- Massimo di stoppate: 6 vs Eastern Illinois (11 novembre 2017)
- Massimo di minuti giocati: 40 (3 volte)

### NBA
| Anno      | Squadra           | PG  | PT | MP   | TC%  | 3P%  | TL%  | RP  | AP  | PRP | SP  | PP   |
| --------- | ----------------- | --- | -- | ---- | ---- | ---- | ---- | --- | --- | --- | --- | ---- |
| 2019-2020 | Oklahoma Thunder  | 3   | 0  | 3,8  | 0,0  | -    | -    | 0,7 | 0,0 | 0,0 | 0,0 | 0,0  |
| 2020-2021 | Oklahoma Thunder  | 61  | 34 | 23,4 | 48,3 | 29,4 | 74,4 | 5,6 | 1,8 | 0,9 | 0,6 | 8,7  |
| 2021-2022 | Oklahoma Thunder  | 45  | 28 | 21,1 | 51,4 | 44,4 | 67,2 | 4,8 | 1,6 | 0,8 | 0,8 | 10,1 |
| 2022-2023 | San Antonio Spurs | 42  | 2  | 11,3 | 43,2 | 30,0 | 48,8 | 2,5 | 0,9 | 0,4 | 0,2 | 4,1  |
| Carriera  | Carriera          | 151 | 64 | 18,9 | 48,5 | 35,1 | 67,5 | 4,4 | 1,4 | 0,7 | 0,5 | 7,7  |

#### Massimi in carriera
- Massimo di punti: 30 vs Portland Trail Blazers (28 marzo 2022)[2]
- Massimo di rimbalzi: 12 vs San Antonio Spurs (16 febbraio 2022)
- Massimo di assist: 7 vs Denver Nuggets (27 febbraio 2021)
- Massimo di palle rubate: 4 vs Denver Nuggets (19 gennaio 2021)
- Massimo di stoppate: 6 vs Portland Trail Blazers (5 aprile 2022)
- Massimo di minuti giocati: 43 vs Portland Trail Blazers (5 aprile 2022)